# Anrê Tường
Anrê Tường tên đầy đủ là Anrê Trần Văn Toại là một giáo dân theo đạo Công giáo, tử vì đạo dưới triều vua Tự Đức, được Giáo hội Công giáo Rôma phong Hiển Thánh vào năm 1988.
Ông sinh năm 1812 tại họ Phú Yên, làng Ngọc Cục, tỉnh Nam Định (nay thuộc giáo xứ Ngọc Tiên, xã Xuân Ngọc, huyện Xuân Trường, tỉnh Nam Định, Giáo phận Bùi Chu). Do chiếu chỉ cấm đạo của vua Tự Đức ban hành năm 1861, một số quan chức đã thi hành cách hết sức tàn bạo. Giáo sĩ Estevez Nam thuật lại những vụ sát hại và buông sông tập thể ở Nam Định và Hưng Yên: "Ở các nơi khác, khi giáo hữu đi phân sáp, quan còn cho phép bán nhà cửa để lấy tiền chi tiêu, nhưng trong tỉnh Nam Định, quan tổng đốc Nguyễn Đình Tân (Hưng) quyết định: Phải đuổi người Công giáo ra khỏi nhà, trói từng lớp năm người, chỉ được đem theo mấy nắm gạo đủ ăn chừng hai ngày".
Trong hoàn cảnh đó, ông Tường và nhiều giáo dân làng Ngọc Cục bị bắt, phải mang gông, xiềng xích và bị khắc hai chữ "tả đạo" lên má. Ngày 15 tháng 6 năm 1862, quan án truyền lệnh cho ông đạp Thánh Giá để giữ mạng sống nhưng ông không tuân lệnh. Ông bị xử trảm ngày 16 tháng 6 năm 1862 tại pháp trường Làng Cốc. Thi thể an táng trong khuôn viên nhà thờ Ngọc Cục.